# Lunar Roving Vehicle

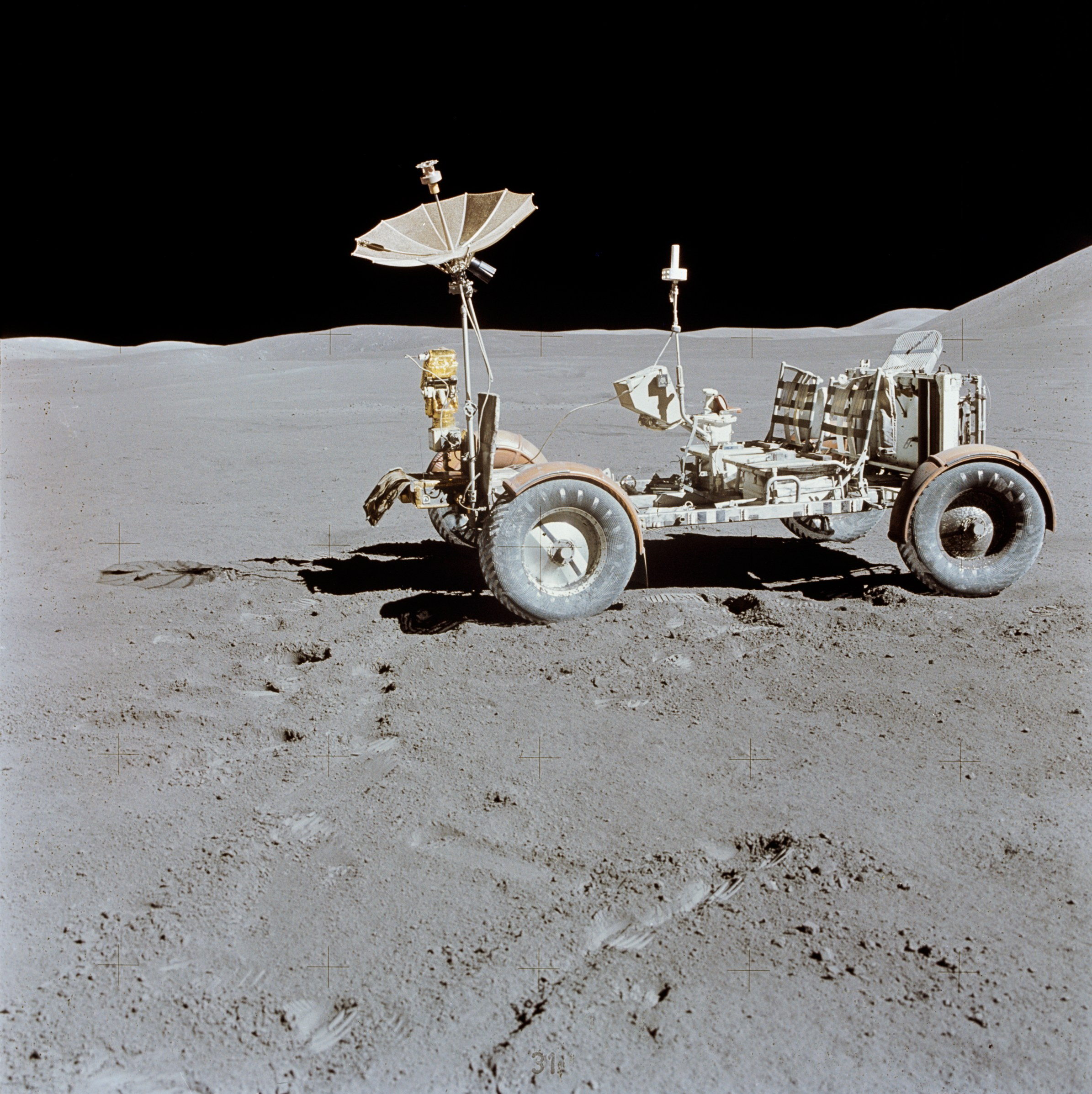
LRV de la misiunea Apollo 15

Vehiculul lunar Lunar Roving Vehicle (LRV) a fost un autovehicul cu motor electric, conceput și fabricat în SUA. El a fost folosit în trei misiuni spațiale pe lună (Apollo 15, 16 și 17), fiind îmbunătățită treptat mobilitatea lui pe terenuri accidentate. Prima concepție de fabricare a unui astfel de vehicul destinat astronauților a a durat 17 luni și a început în anul 1969 la General Motors în Santa Barbara, sub conducerea fizicianului maghiar Ferenc Pavlics.
În expediția spațială pe lună, Apollo 15-Mission, din anul 1971, a fost folosit în premieră autovehiculul lunar (Lunar Rover Vehicle). Acesta a parcurs în total distanța de 27,9 km.

### Video
- Rückstart von Apollo17, mit der LRV-Kamera aufgenommen Arhivat în 17 noiembrie 2004, la Wayback Machine. (MPG, 36 s, 4,8 MB)
- Charlie Duke während der Apollo 16-Mission Arhivat în 17 august 2014, la Wayback Machine.

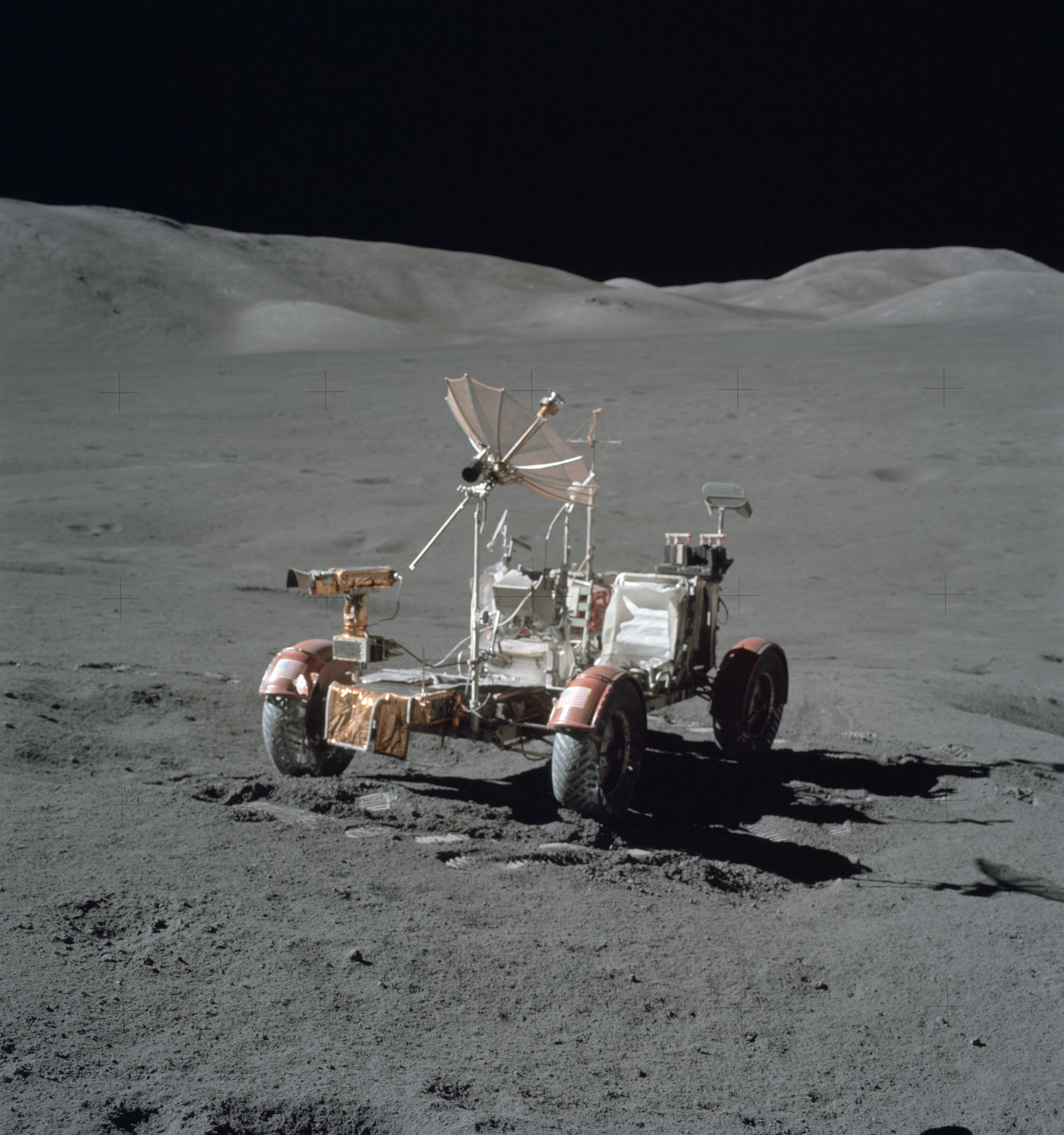
LRV din misiunea Apollo17
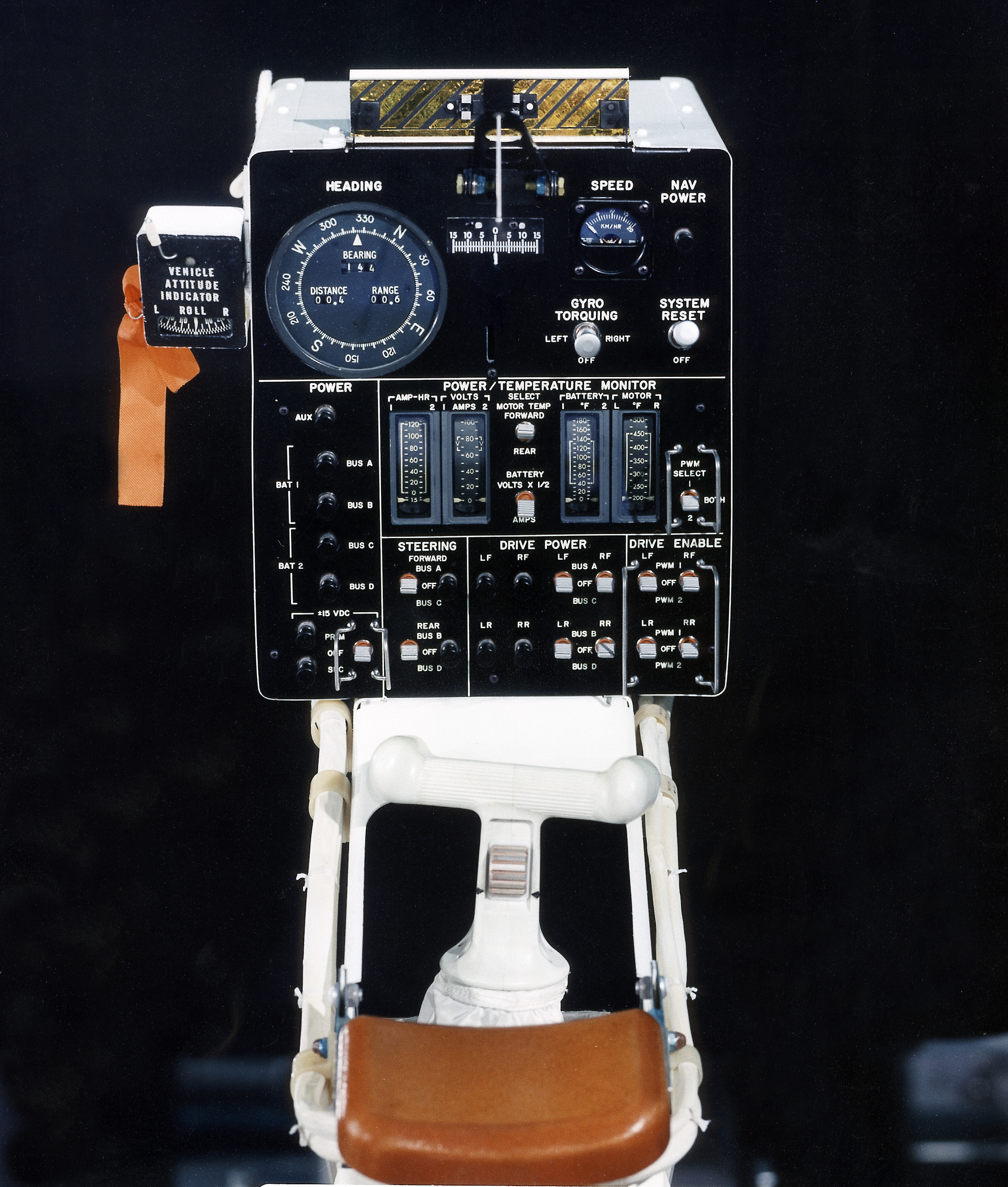
Instrumentele de pe LRV